# Вучичевич, Ведрана
Ведрана Вучичевич (босн. Vedrana Vučićević; 14 марта 1985, Сараево, СФРЮ) — боснийская лыжница и биатлонистка, участница Олимпийских игр 2006 года.

## Биография
В биатлон пришла в 1998 году. Тренировалась у Томислава Лопатича. С 2001 года Ведрана входила в национальную сборную Боснии и Герцеговины.